# 金驴记
金驴记（拉丁語：Metamorphoses）一作变形记，是一部拉丁语小说，由古罗马作家阿普列尤斯创作。共11卷。描写了一个醉心魔法的年轻人路鳩士（Lucius）误食一种魔药变成驴子，历经奇遇和苦难，最终恢复人形。本书是唯一完整流传至今的古罗马小说，结构奇特，叙事生动，语言幽默，真实而广泛地描写了罗马帝国外省生活。
在〈女神顯聖〉、〈重還人身〉的章節中，路鳩士經歷奇特的宗教儀式，該儀式呈現出希臘化時代大母神伊西斯密教之特徵與樣貌。

## 腳註
1. ↑  阿普列尤斯. . 台北: 台灣商務. 1998. ISBN 9570514388.